# Paulina Gálvez
Paulina Gálvez (Santiago de Xile, 14 de setembre de 1969) és una actriu xileno-espanyola. Va néixer a Santiago de mare xilena i pare espanyol, ambdós economistes. Viu a Madrid des dels vuit anys. Va iniciar la seva carrera artística com a ballarina flamenca a diverses companyies d'Espanya (Carmen Cortes, Zambra) i en pel·lícules aconseguint el paper principal en la seva primera audició per a la pel·lícula Bazar Viena (1990) amb Alfredo Landa. Després d'uns anys treballant en pel·lícules i televisió, Paulina va treballar al teatre amb el famós grup experimental experimental català Els Joglars, de Barcelona. Des de llavors ha interpretat més de 90 personatges diferents des de la comèdia fins al drama en teatre, pel·lícules i televisió amb reconeguts directors i actors com Carlos Saura, Javier Bardem, Federico Luppi, Jordi Mollà, Ricky Schroder entre molts altres.
El 2000 va interpretar a Marta, la serventa gitana de la sèrie nord-americana Queen of Swords de Paramount TV i amb Tessie Santiago van ser els dos únics actors que van aparèixer en els 22 episodis d'aquesta sèrie de televisió rodada a Texas Hollywood (Almeria)a. Apareix a la sèrie Dueños del paraíso de Telemundo protagonitzada per Kate del Castillo i a la producció de Bambú per Atresmedia, La embajada. El 2018 va ser escollida per fer Catalina a la sèrie de televisió The Purge TV.
En 2002 va fer de parella lesbiaana de Cécile de France a L'Auberge espagnole de Cédric Klapisch. En 2015 va fer el paper de Becky a la pel·lícula sàfica de Sonia Sebastián, De chica en chica.

## Filmografia parcial
- Bazar Viena (1990)
- Tango (sèrie de televisió) (1992)
- Orden especial (1992)
- Kosh ba kosh (1993)
- Poble Nou (1994)
- The detective and the death (1994)
- Una chica entre un millón (1994)
- Los baúles del retorno (1995)
- Esperanza & sardinas (1996)
- Sitges (sèrie de televisió) (1996)
- Hospital (sèrie de televisió) (1996)
- Corsarios del chip (1996)
- Retrato de mujer con hombre al fondo (1997)
- La banda de Pérez (sèrie de televisió) (1997)
- Pajarico (1997)
- Nada en la nevera (1998)
- El pianista (1998)
- La rosa de piedra (1999)
- El secreto de la porcelana (sèrie de televisió) (1999)
- Tuve un sueño contigo (1999)
- Rincones del paraíso (1999)
- Tattoo Bar (2000)
- The Place That Was Paradise (2000)
- The Lost Steps (2001)
- Honolulu Baby (2001)
- Queen of Swords (2000–2001)
- L'auberge espagnole (2002)
- Hospital Central (2002)
- Flamenco der Liebe (telefilm) (2002)
- Passionate People (2002)
- Subterra (2003)
- Rottweiler (2004)
- Face of Terror (2004)
- Cien maneras de acabar con el amor (2004)
- The Nun (2005)
- Un rey en la Habana (2005)
- Al filo de la ley (sèrie de televisió) (2005)
- Projecte Cassandra (telefilm) (2005)
- El precio de una Miss (telefilm) (2005)
- Star Troopers (2006)
- Faltas leves (2006)
- Monógamo sucesivo (2006)
- Hermanos & detectives (sèrie de televisió) (2007)
- Trenhotel (telefilm) (2007)
- Un cuento para Olivia (2008)
- El Cartel de los Sapos (sèrie de televisió) (2008)
- Acusados (sèrie de televisió) (2009)
- Suspicious Minds (2010)
- El cartel 2 - La guerra total (sèrie de televisió) (2010)
- La Casa de al Lado (sèrie de televisió) (2011)
- RPM Miami (sèrie de televisió) (2011)
- Grachi (sèrie de televisió) (2012)
- Adios Carmen (2013)
- Demente Criminal (sèrie de televisió) (2015)
- Dueños del paraíso (sèrie de televisió) (2015)
- La Embajada (sèrie de televisió) (2016)
- The Purge TV (sèrie de televisió) (2018)

## Nominacions i premis
- El 1997 fou nominada al Goya a la millor actriu revelació per Retrato de mujer con hombre al fondo.[3]
- El 2003 va rebre el premi del Festival de Cinema Llatinoamericà de Lleida per Sub Terra.[4]